# Andrea Cassarà
Andrea Cassarà (Bréscia ou Passirano, 3 de janeiro de 1984) é um multi-vencedor esgrimista italiano que consagrou-se campeão europeu, mundial e olímpico.
Especialista em florete, começou a ganhar títulos desde muito jovem, em 2002, quando conquistou o ouro individual e por equipes no campeonato europeu. Neste, inclusive, conquistou um total de 10 medalhas de ouro. Também acumulou 11 títulos italianos, oito mundiais e dois olímpicos.
Cassarà é considerado um dos ícones da esgrima mundial e foi agraciado com uma Ordem do Mérito e quatro Colares de Ouro.

## Palmarès
Jogos Olímpicos
| Ano  | Local   | Evento              | Posição | Ref.  |
| ---- | ------- | ------------------- | ------- | ----- |
| 2004 | Atenas  | Florete por equipes | 1.ª     | [ 8 ] |
| 2012 | Londres | Florete por equipes | 1.ª     | [ 8 ] |
| 2004 | Atenas  | Florete individual  | 3.ª     | [ 8 ] |

Campeonatos Mundiais
| Ano  | Local     | Evento              | Posição | Ref.   |
| ---- | --------- | ------------------- | ------- | ------ |
| 2003 | Havana    | Florete por equipes | 1.ª     | [ 5 ]  |
| 2008 | Pequim    | Florete por equipes | 1.ª     | [ 5 ]  |
| 2009 | Antália   | Florete por equipes | 1.ª     | [ 9 ]  |
| 2011 | Catânia   | Florete individual  | 1.ª     | [ 9 ]  |
| 2013 | Budapeste | Florete por equipes | 1.ª     | [ 9 ]  |
| 2015 | Moscou    | Florete por equipes | 1.ª     | [ 10 ] |
| 2017 | Lípsia    | Florete por equipes | 1.ª     | [ 11 ] |
| 2018 | Wuxi      | Florete por equipes | 1.ª     | [ 12 ] |
| 2005 | Lípsia    | Florete por equipes | 2.ª     | [ 13 ] |
| 2010 | Paris     | Florete por equipes | 2.ª     | [ 9 ]  |
| 2003 | Havana    | Florete individual  | 3.ª     | [ 13 ] |
| 2006 | Turim     | Florete por equipes | 3.ª     | [ 13 ] |
| 2014 | Cazã      | Florete por equipes | 3.ª     | [ 13 ] |
| 2019 | Budapeste | Florete por equipes | 3.ª     | [ 13 ] |

Campeonatos Europeus
| Ano  | Local        | Evento              | Posição | Ref.   |
| ---- | ------------ | ------------------- | ------- | ------ |
| 2002 | Moscou       | Florete individual  | 1.ª     | [ 13 ] |
| 2002 | Moscou       | Florete por equipes | 1.ª     | [ 13 ] |
| 2005 | Zalaegerszeg | Florete individual  | 1.ª     | [ 13 ] |
| 2005 | Zalaegerszeg | Florete por equipes | 1.ª     | [ 13 ] |
| 2008 | Quieve       | Florete individual  | 1.ª     | [ 13 ] |
| 2009 | Plovdiv      | Florete por equipes | 1.ª     | [ 13 ] |
| 2010 | Lípsia       | Florete por equipes | 1.ª     | [ 13 ] |
| 2011 | Sheffield    | Florete por equipes | 1.ª     | [ 13 ] |
| 2012 | Legnano      | Florete por equipes | 1.ª     | [ 13 ] |
| 2015 | Montreux     | Florete individual  | 1.ª     | [ 13 ] |
| 2011 | Sheffield    | Florete individual  | 2.ª     | [ 13 ] |
| 2014 | Estrasburgo  | Florete por equipes | 2.ª     | [ 13 ] |
| 2016 | Toruń        | Florete por equipes | 2.ª     | [ 13 ] |
| 2018 | Novi Sad     | Florete por equipes | 2.ª     | [ 13 ] |
| 2019 | Dusseldórfia | Florete por equipes | 3.ª     | [ 13 ] |

## Condecorações
- Ordem do Mérito da República Italiana (27 de setembro de 2004)[14]
- Colar de Ouro ao Mérito Desportivo (2003)[15]
- Colar de Ouro ao Mérito Desportivo (15 de dezembro de 2015)[16]
- Colar de Ouro ao Mérito Desportivo (19 de dezembro de 2017)[17]
- Colar de Ouro ao Mérito Desportivo (19 de dezembro de 2018)[18]